# Kašjapa (budizem)
Kašjapa je pri budistih v zadnji kalpi sedanjega obdobja sveta dosegel razsvetlenje in tako postal duhovni sin transcendentnega bude Ratnasambhave. Kašjapa se je rodil v gazeljem logu Ispatane, kjer je imel Šakjamuni svoj prvi učeni govor. Kot bodhisatva mu je dodeljen Ratnapani.